# Ménage de saint Kodelig
Le ménage de saint Kodelig (en breton : Stal-tiegez sant Kodelig) est un ensemble de pierres situé sur la commune de Plovan dans le département du Finistère. Une légende locale est rattachée à ce site mégalithique, composé d’une stèle gauloise, d’un menhir du néolithique et d’une pierre plate brute.
L'ensemble des pierres ainsi que les pratiques que les Hommes ont développé autour font partie de l'Inventaire du patrimoine culturel immatériel en France.
L'espace extérieur est traversé par un chemin de randonnée mais les parcelles sur lesquelles se situent les pierres sont privées. Le ménage de saint Kodelig est intégré au circuit d'interprétation "Sur les pas du cheval d'orgueil" et au sentier de randonnée pédestre et de VTT n°24 labellisé par la Fédération Française de Randonnée pédestre.

## Historique
Si l’arrivée de moines évangélisateurs en Bretagne à partir du Ve siècle est un fait historique attesté, les nombreuses histoires qui l’entourent relèvent en grande partie des croyances populaires. Ainsi, on attribue à ceux qui deviendront des saints bretons une vie très dure, en ermite. C’est alors que les pierres entrent en jeu, en représentant la dureté de leur existence, mais aussi les seuls vestiges, constructions sommaires, de ce qu’ils possédaient. En effet, on a coutume de relier ces roches à des objets du quotidien, comme un lit ou une chaise.
Ces légendes sont renforcées par le fait que le mont Kodelig est connu pour être un lieu de passage, mais aussi de cachette grâce à ses sous-bois. Ainsi, de nombreuses populations menacées pendant les conflits, notamment à la Révolution et pendant la Seconde Guerre mondiale s’y sont réfugiés. 
La pierre raconte la traversée de la Manche des saints bretons sur des bateaux de pierre. De plus, la pierre garde le stigmate des lieux marqués de l'empreinte des saints venus s'étendre, s'asseoir, prier ou poser le pied dans l'ensemble de Bretagne. Par ailleurs, la toponymie montre l'importance des rapports entretenus à ces pierres: lit de saint Ronan, chaise de saint Yves bateau de saint Conogan, le pas du cheval de saint Gildas, le pied de saint Eloi... 

## Composition du "Ménage de saint Kodelig"
Le site du Ménage de saint Kodelig est un site mégalithique. Mais la légende raconte qu’un moine nommé Kodelig y aurait élu domicile lors de sa venue pour évangéliser l'Armorique. Les pierres qui sont encore visibles aujourd’hui seraient alors son ménage, resté comme tel depuis le Ve siècle. Il se compose :
- D'une roche plate et brute de 2 mètres sur 3 creusée par l'érosion qui repose horizontalement ; sur cette roche, un creux rappelle la forme d’un corps, ce qui amène la légende à dire qu’il s’agissait là du "Lit de saint Kodelig".

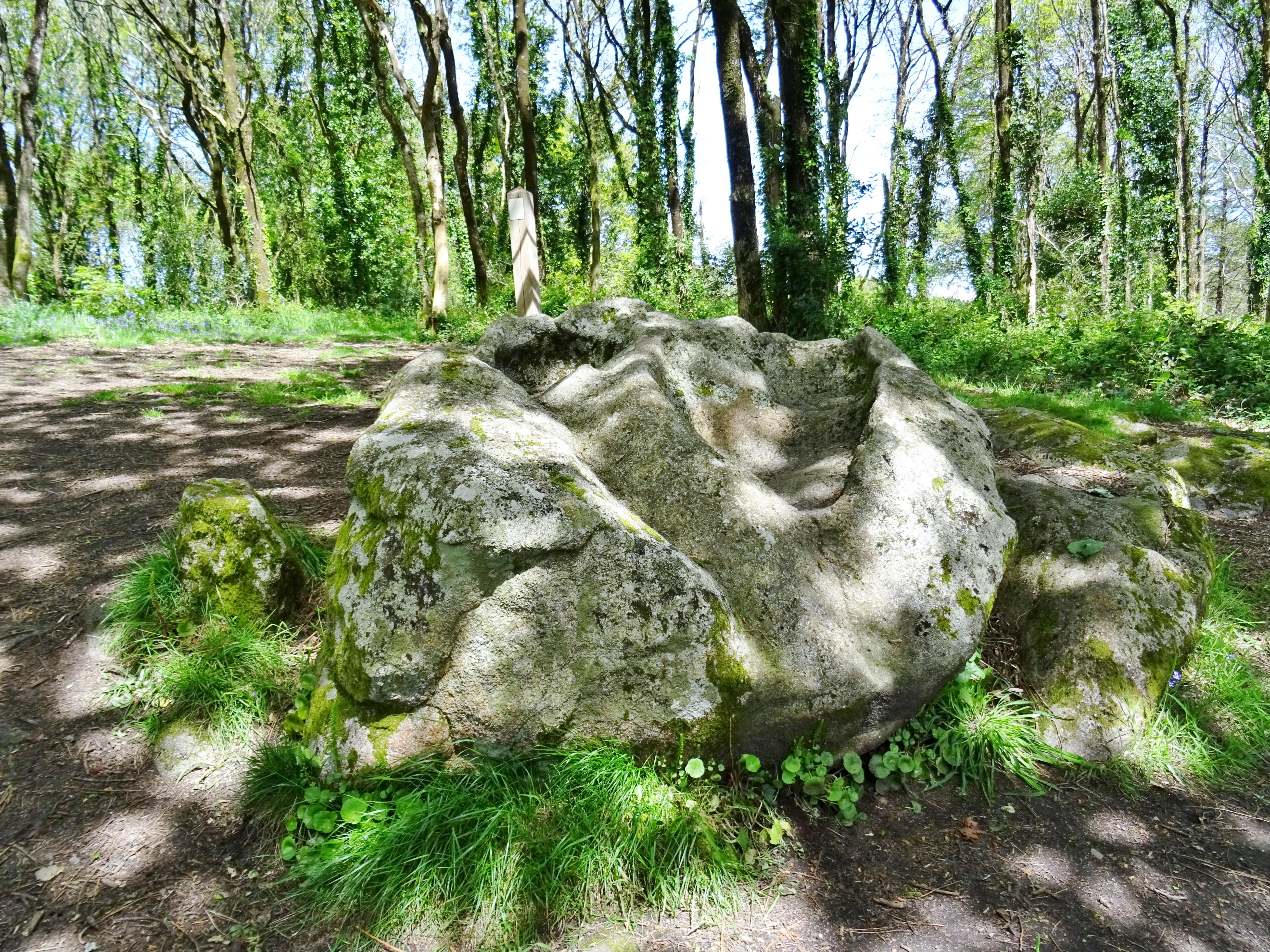
Plovan : le rocher dit "Lit de Saint-Kodelig".

- D'un mégalithe dressé apparenté à une armoire. Le nom d'armoire est donné à ce menhir à cause de sa large base et de sa petite taille. En effet, elle serait d'environ 2,50 mètres de hauteur sur 2,50 mètres de large et 1 mètre d'épaisseur. Celle-ci renfermerait un trésor mais elle ne s'ouvrirait qu'une nuit par an à une date inconnue et personne jusqu'à présent, n'a été là au bon moment[4].

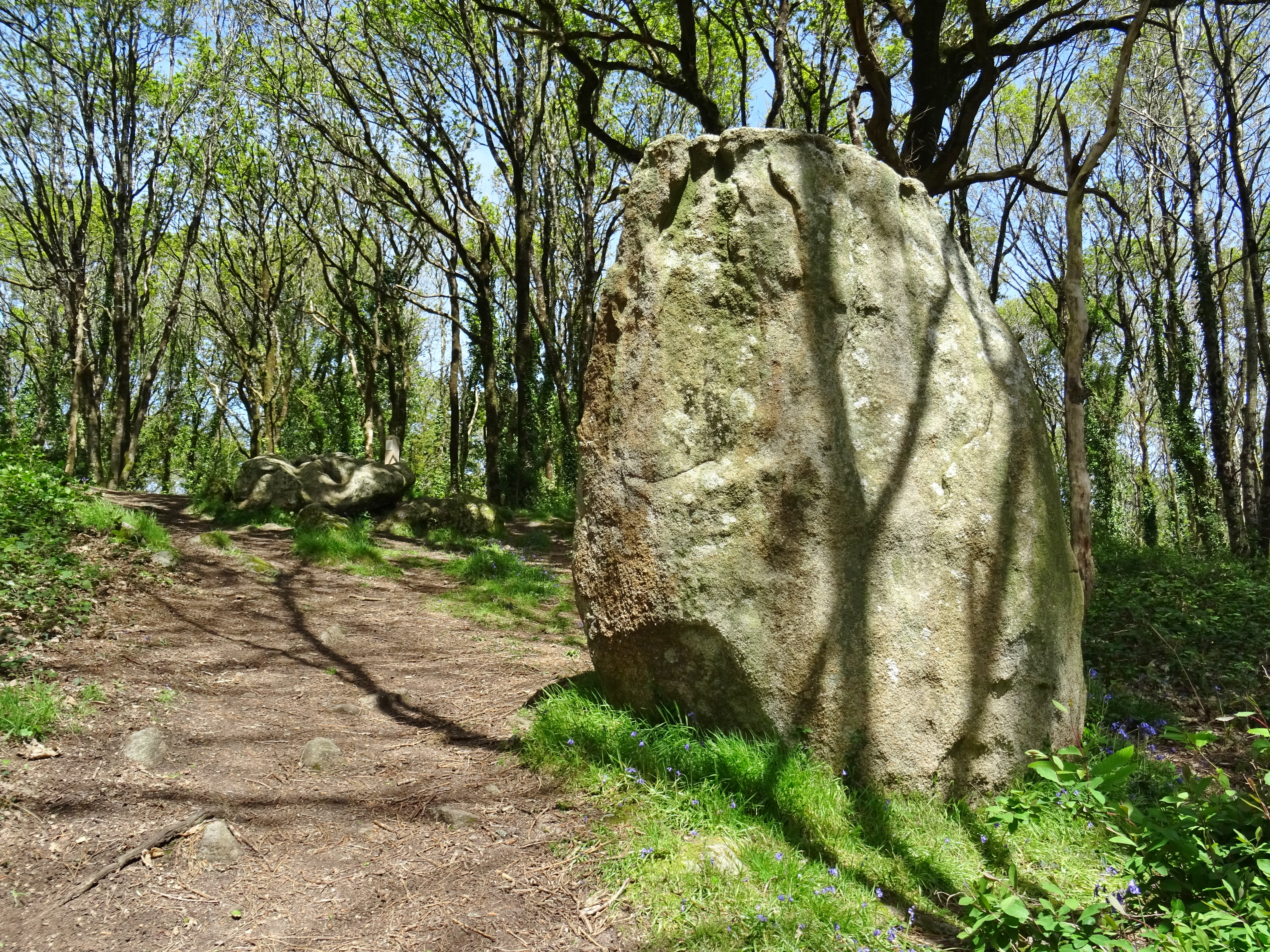
Plovan : l'"armoire de Saint-Kodelig" (en fait un menhir) ; à l'arrière-plan la roche dite "lit de Saint-Kodelig").

- D'une stèle basse gauloise à 11 facettes, que l’on présente comme sa motte de beurre. Ce serait l'une des rares stèles qui serait restée sur son emplacement d'origine et elle signale un cimetière gaulois.

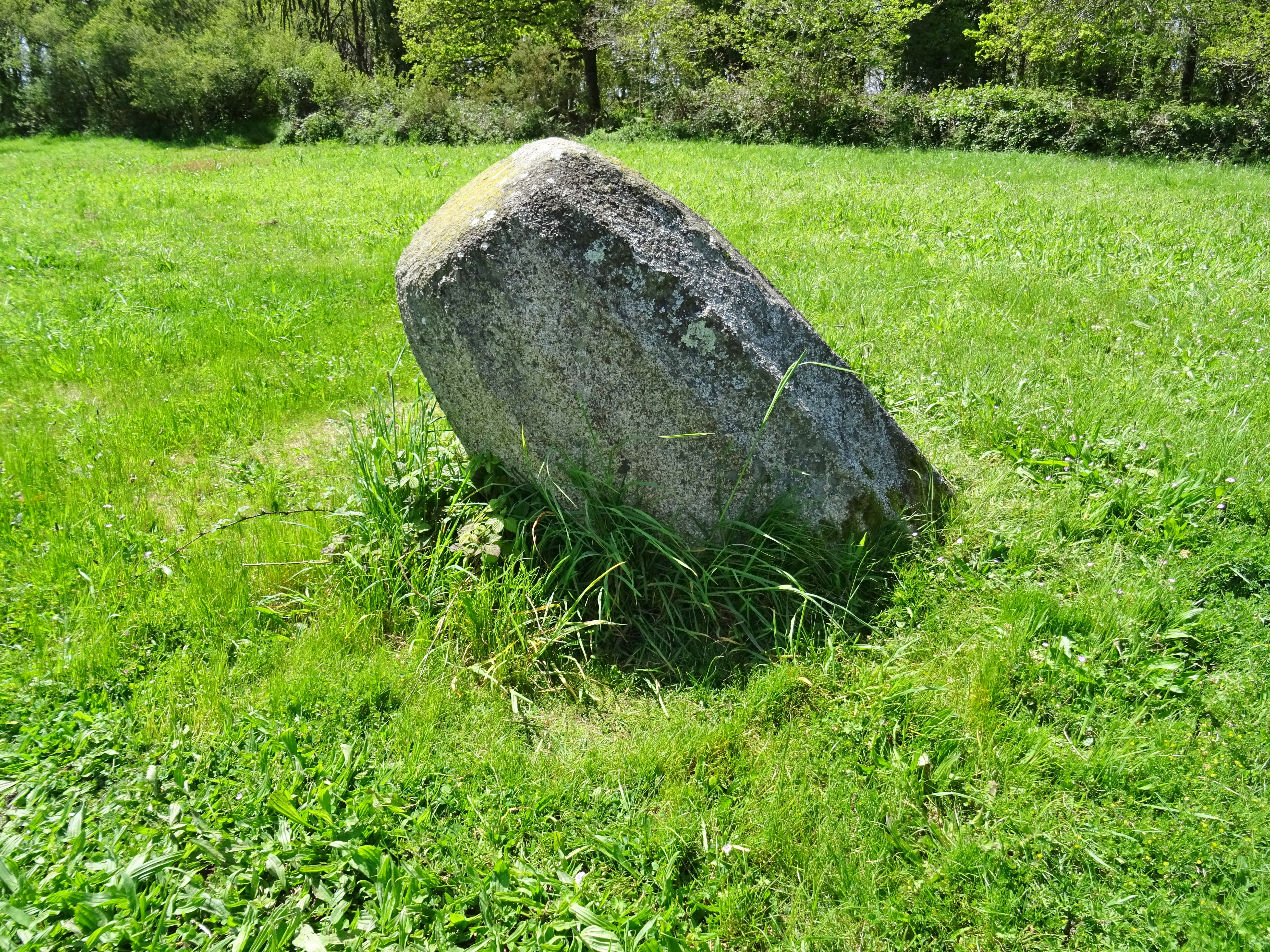
Plovan : la stèle protohistorique de Saint-Kodelig, dite "la motte de beurre".
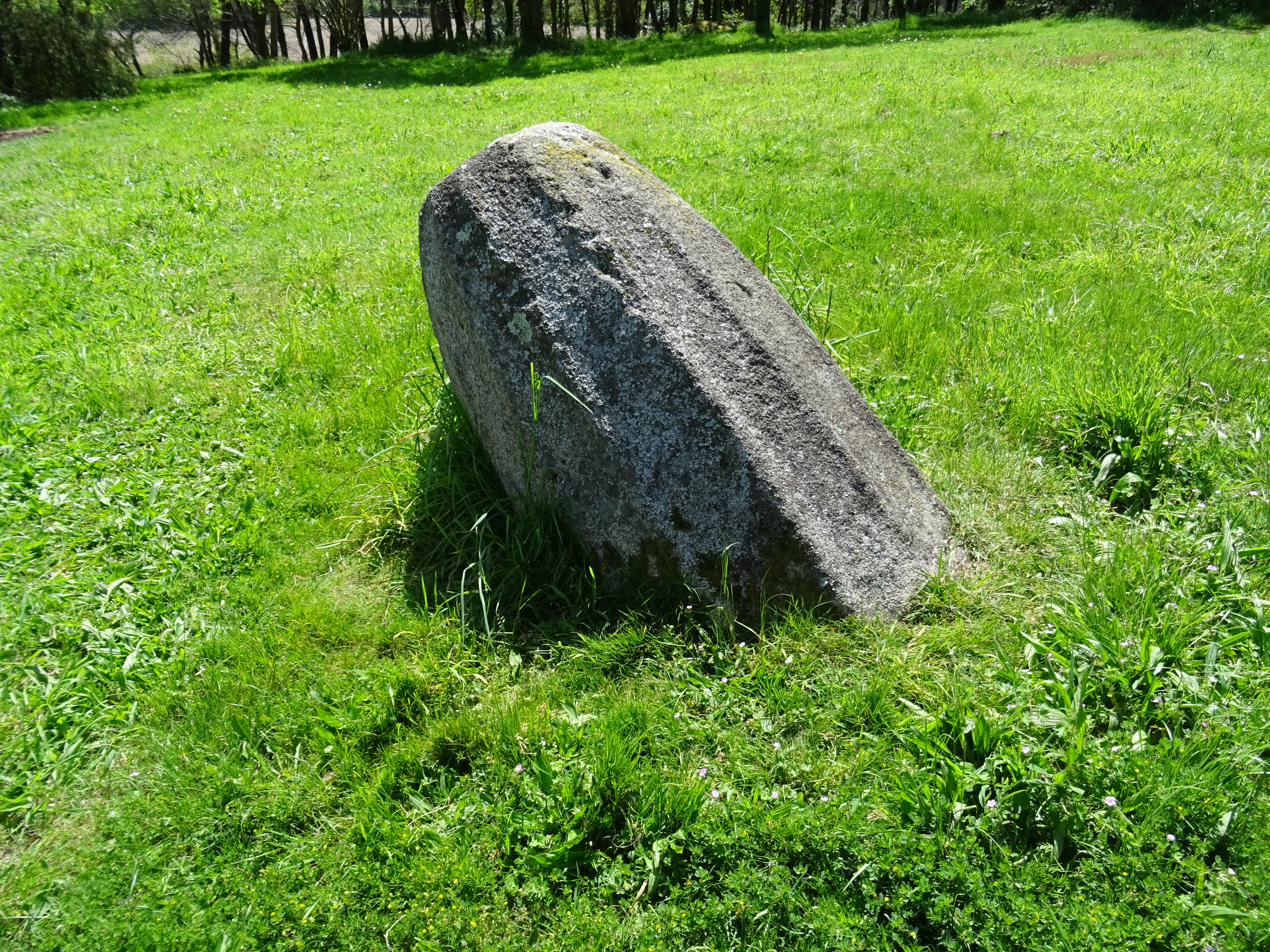
Plovan : la stèle protohistorique de Saint-Kodelig, dite "la motte de beurre".

- On distinguerait également la forme d’un chien, sur la pierre plate, à côté de celle du saint homme, et également celle d’un fusil[5].

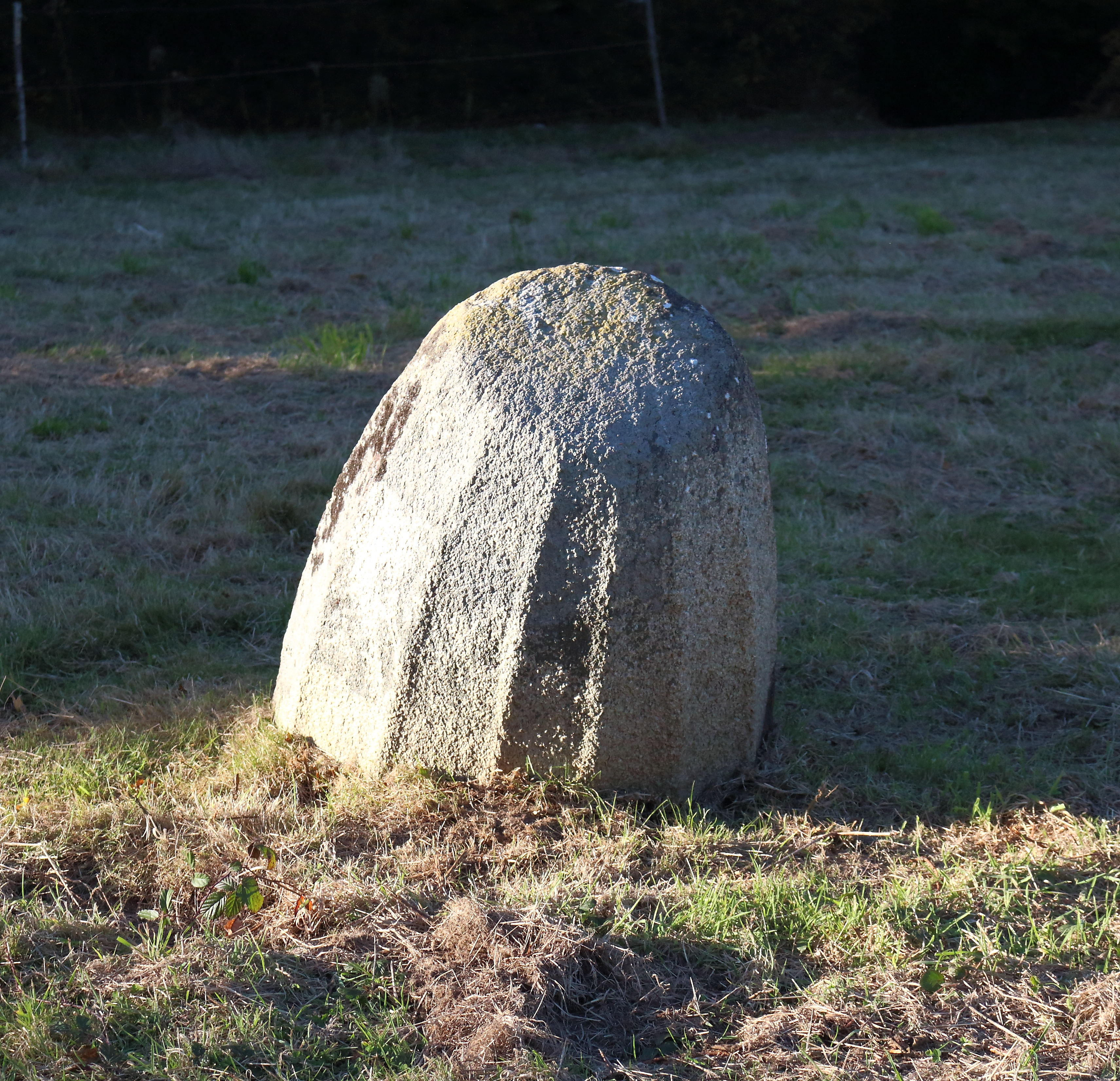
« La motte de beurre ».
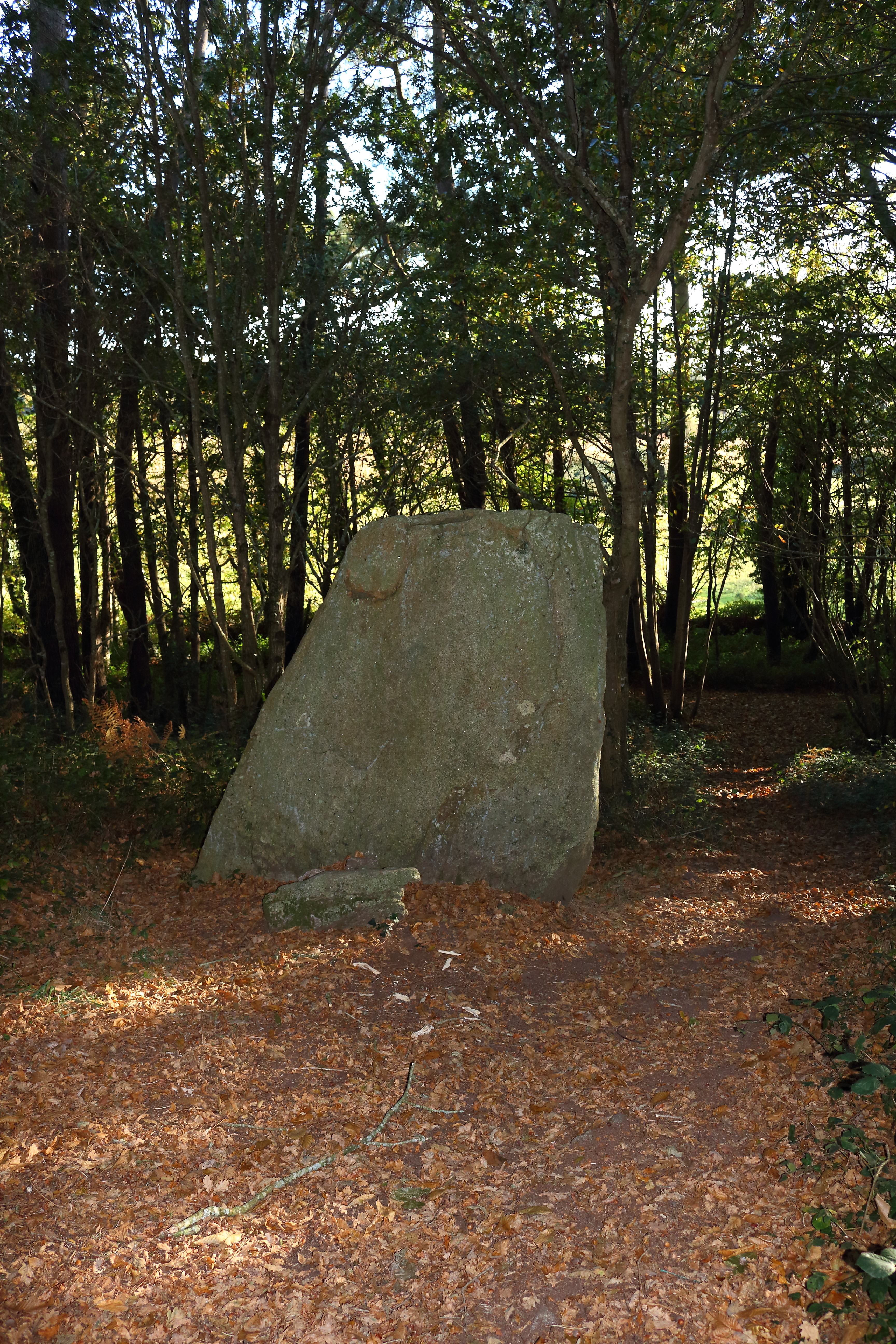
« L'armoire ».
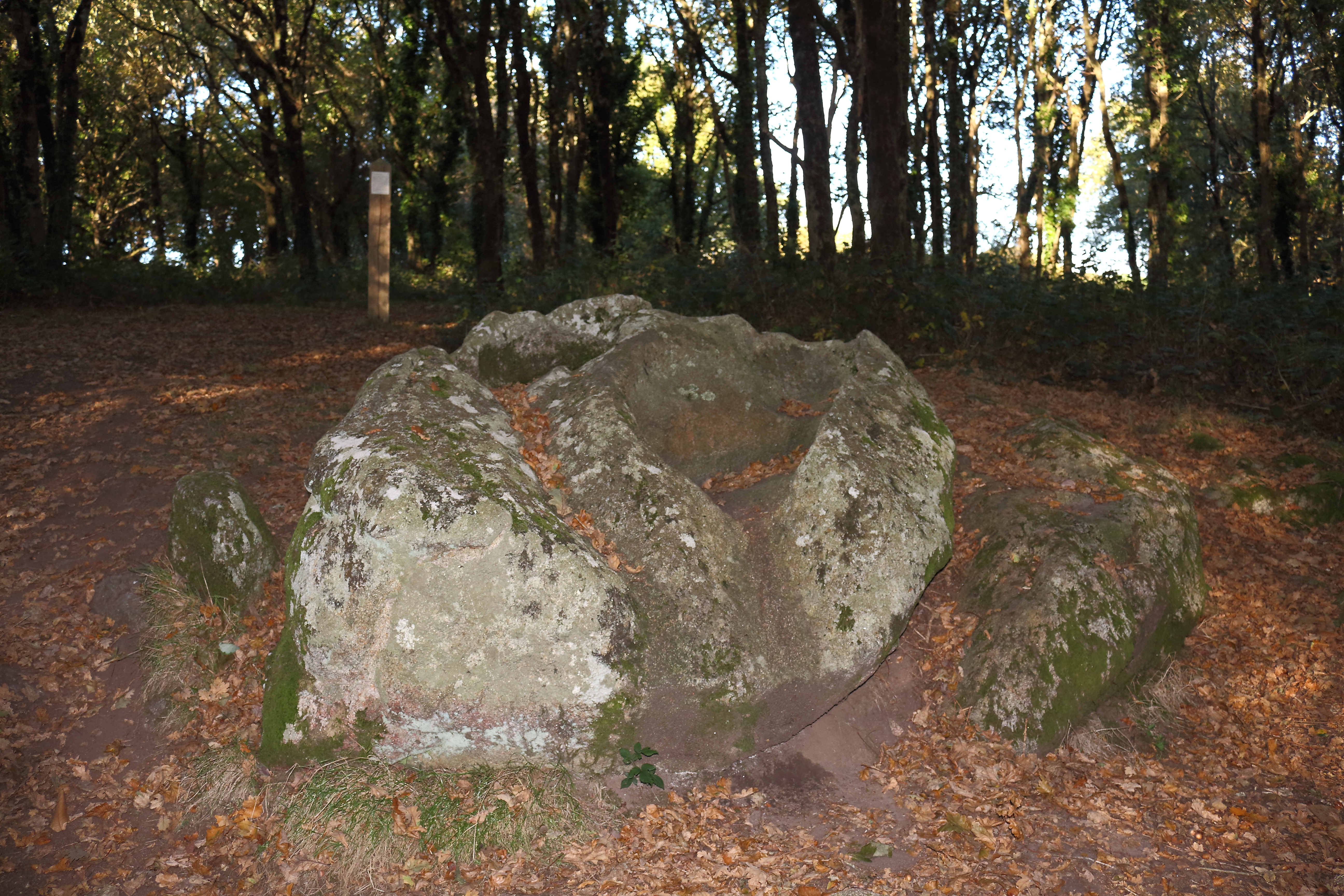
« Le lit ».

Marcel Kersual, ancien président et membre actif de l'association du Patrimoine de Pouldreuzic ne pense pas que le personnage de Kodelig existe. Selon lui, il s'agirait d'une invention du recteur de Pouldreuzic qui serait venu se réfugier dans ces bois lors de la Révolution française et qui aurait ajouté le mot "saint" devant le nom de Kodelig.

## Description par Pierre-Jakez Hélias
Pierre-Jakez Hélias décrit ainsi le "Ménage de saint Kodelig" :

« (...) Un talus à franchir et l'Armoire de Pierre se dresse devant nous au milieu des pins. Elle est vraiment taillée comme une armoire, mais c'est en vain que nous en faisons le tour pour en chercher les portes. Du moins pouvons-nous monter dessus en nous faisant la courte échelle à partir d'un amoncellement de cailloux que nos prédécesseurs ont appuyé contre son flanc. Nous ne manquons pas de le faire, cela fait partie de l'expédition, on ne sautait s'en dispenser. De là-haut, nous avons une vue plongeante sur un rocher massif, profondément creusé à la semblance d'un homme couché sur le côté et ramassé sur lui-même. Une autre excavation du même rocher est destinée au chien, compagnon ordinaire du saint homme, et une longue entaille maque la place du fusil (?). C'est le Lit de Saint Kodelig. Nous descendons de l'armoire, et nous montons à tour de rôle sur le rocher pour nous coucher dans l'empreinte du corps. Personne ne sait plus de quoi guérit Saint Kodelig, mais il guérit sûrement de quelque chose (...). »